# Lake Kagawong
Lake Kagawong är en sjö i Kanada.   Den ligger i Manitoulin District och provinsen Ontario, i den sydöstra delen av landet, 500 km väster om huvudstaden Ottawa. Lake Kagawong ligger 209 meter över havet. Arean är 6,3 kvadratkilometer. Den sträcker sig 9,3 kilometer i nord-sydlig riktning, och 8,1 kilometer i öst-västlig riktning.
I omgivningarna runt Lake Kagawong växer i huvudsak blandskog. Runt Lake Kagawong är det mycket glesbefolkat, med 6 invånare per kvadratkilometer.